# Electric Wizard (альбом)

Electric Wizard (укр. — "Електричний чарівник")— дебютний студійний альбом англійського дум-метал гурту Electric Wizard, випущений у 1994 році лейблом Rise Above Records і перевипущений разом з їхнім другим альбомом Come My Fanatics... у 1999 році. Потім у 2006 році була випущена оновлена версія на компакт-дисках і LP з двома бонусними композиціями, узятими з демо-версії під назвою Doom Chapter.

## Історія
Витоки Electric Wizard сягають 1988 року, коли Джас Оборн створив гурт Lord of Putrefaction. Вони випустили три демо-записи з 1989 по 1991, а також зробили один спліт із Mortal Remains. У 1992 році назву було змінено на Thy Grief Eternal після того, як Адам Річардсон покинув групу. Вони випустили один демо-запис під назвою On Blackened Wings. У 1993 році Джеймс Еванс покинув групу, і вони знову змінили назву, скоротивши її до Eternal. Під цією назвою гурт випустив два демо. Після того, як Гевін Гіллінгем покинув групу, Оборн заснував Electric Wizard. Записи цієї епохи були опубліковані на компіляції Pre-Electric Wizard 1989–1994 у 2006 році.
Electric Wizard виник у Вімборні в Дорсеті (Англія) в 1993 році, і складався з гітариста-вокаліста Джаса Оборна, басиста Тіма Бегшоу та барабанщика Марка Грінінга. Назва гурту взята з двох пісень Black Sabbath: «Electric Funeral» і «The Wizard». Оборн зауважив: «Чи назва «Electric Wizard» створена з двох назв пісень Black Sabbath? (викурює велику бруньку канабісу через банку) Ха-ха-ха, так! 
У 1994 році група випустила альбом Electric Wizard на Rise Above Records.

## Відгуки критиків
Electric Wizard отримав здебільшого позитивні відгуки від музичних критиків. Едуардо Рівадавія з Allmusic написав: «Коли Electric Wizard вперше виникли, здавалося б, вони повністю сформовані із освячених утроб богів дум-металу (у всякому разі, Дорсет, Англія), більшість слухачів могла стояти у приголомшеному страху – такою була сила та масштабність, з якою тріо викладало свою монолітні билини. Узявши факел від піонерів дум-сцени, таких як Saint Vitus, Sleep, а нещодавно і британський Cathedral, вічно обдовбане тріо встановило новий стандарт для лінивого, розстроєного шуму геві-металу ; але – дивовижно, у порівнянні з наступними зусиллями – розгромна стіна їхнього однойменного дебюту незабаром здасться майже легкою. Більшість пісень на Electric Wizard повзають зі швидкістю равлика, а їхні пригнічені рифи оглядають найнижчі звукові частоти, що можна уявити, які все ще знаходяться в межах людського діапазону. За винятком космічної рок-гітари «Mountains of Mars», вся платівка насолоджується найчистішим, безкомпромісним постсаббатним дум-металом, велика частина якого може виявитися занадто млявою і непроникною для недосвідчених слухачів. Але для обізнаних любителів цього жанру гімни, що присвячені марихуані, як-от "Stone Magnet" , "Devil's Bride" та чудова тезка групи "Electric Wizard" (яка представляється нам довгим, дуже підозрілим видихом), становлять вражаючий досвід... готуйтеся до просвітлення» 

## Художня робота
На обкладинці альбому зображена жінка, яка їде на крилатому морському коні по психоделічному дну океану, прикрашеному кам’яними статуями. Шрифт, використаний для логотипу, є тим самим стилем, що використовується для однойменного альбому Black Sabbath - головне натхнення гурту.

## Список композицій
Усі треки Джаса Оборна.

### Оригінал
| #     | Назва                                                                          | Тривалість |
| ----- | ------------------------------------------------------------------------------ | ---------- |
| 1.    | «Stone Magnet»                                                                 | 4:52       |
| 2.    | «Mourning Prayer»                                                              | 5:06       |
| 3.    | «Mountains of Mars» (instrumental)                                             | 3:47       |
| 4.    | «Behemoth»                                                                     | 8:54       |
| 5.    | «Devil's Bride»                                                                | 6:34       |
| 6.    | «Black Butterfly»                                                              | 8:20       |
| 7.    | «Electric Wizard»                                                              | 9:40       |
| 8.    | «Wooden Pipe» (вирізка, де хтось каже "Smoking an enormous, long wooden pipe") | 0:08       |
| 47:24 |                                                                                |            |

### Бонус-трек японського видання
| #     | Назва        | Тривалість |
| ----- | ------------ | ---------- |
| 9.    | «Demon Lung» | 5:56       |
| 53:20 |              |            |

### Бонусні пісні перевидання 2006 року
| #     | Назва                            | Тривалість |
| ----- | -------------------------------- | ---------- |
| 9.    | «Illimitable Nebulie» (Демо)     |            |
| 10.   | «Mourning Prayer, Part 1» (Демо) |            |
| 57:36 |                                  |            |

## Учасники запису
- Джас Оборн — гітара, вокал
- Тім Бегшоу — бас
- Марк Грінінг – ударні
- Усі слова: Джас Оборн
- Вся музика: Electric Wizard

## Історія випусків
| Рік  | Етикетка    | Формат       | Країна         | Розпродано | Примітки |
| ---- | ----------- | ------------ | -------------- | ---------- | --- |
| 1995 | Rise Above  | компакт-диск | Великобританія | Так        | оригінальний випуск компакт-диска                                                                                                  |
| 1995 | Rise Above  | LP           | Великобританія | Так        | оригінальний реліз LP; обмежений тираж 1000 примірників на зеленому вінілі                                                         |
| 1999 | Rise Above  | 2CD          | Великобританія | Так        | у поєднанні з Come My Fanatics...                                                                                                  |
| 2002 | Rise Above  | компакт-диск | Великобританія | Так        | |
| 2006 | Rise Above  | DigiCD       | Великобританія | Ні         | перероблена версія; включає 2 бонус-треки                                                                                          |
| 2006 | Candlelight | DigiCD       | США            | Ні         | перероблена версія; включає 2 бонус-треки                                                                                          |
| 2006 | Rise Above  | 2LP+7"       | Великобританія | Так        | перероблена версія; включає 2 бонус-треки на 7" обмежений тираж 1500 копій (500 чорних, 500 льодово-блакитних, 500 світло-зелених) |